# Chito Faró
Enrique Motto Arenas, conocido como Chito Faró (Valparaíso, 8 de abril de 1915-Santiago, 28 de abril de 1986), fue un compositor, actor de cine y teatro, cantante y poeta chileno.

## Biografía

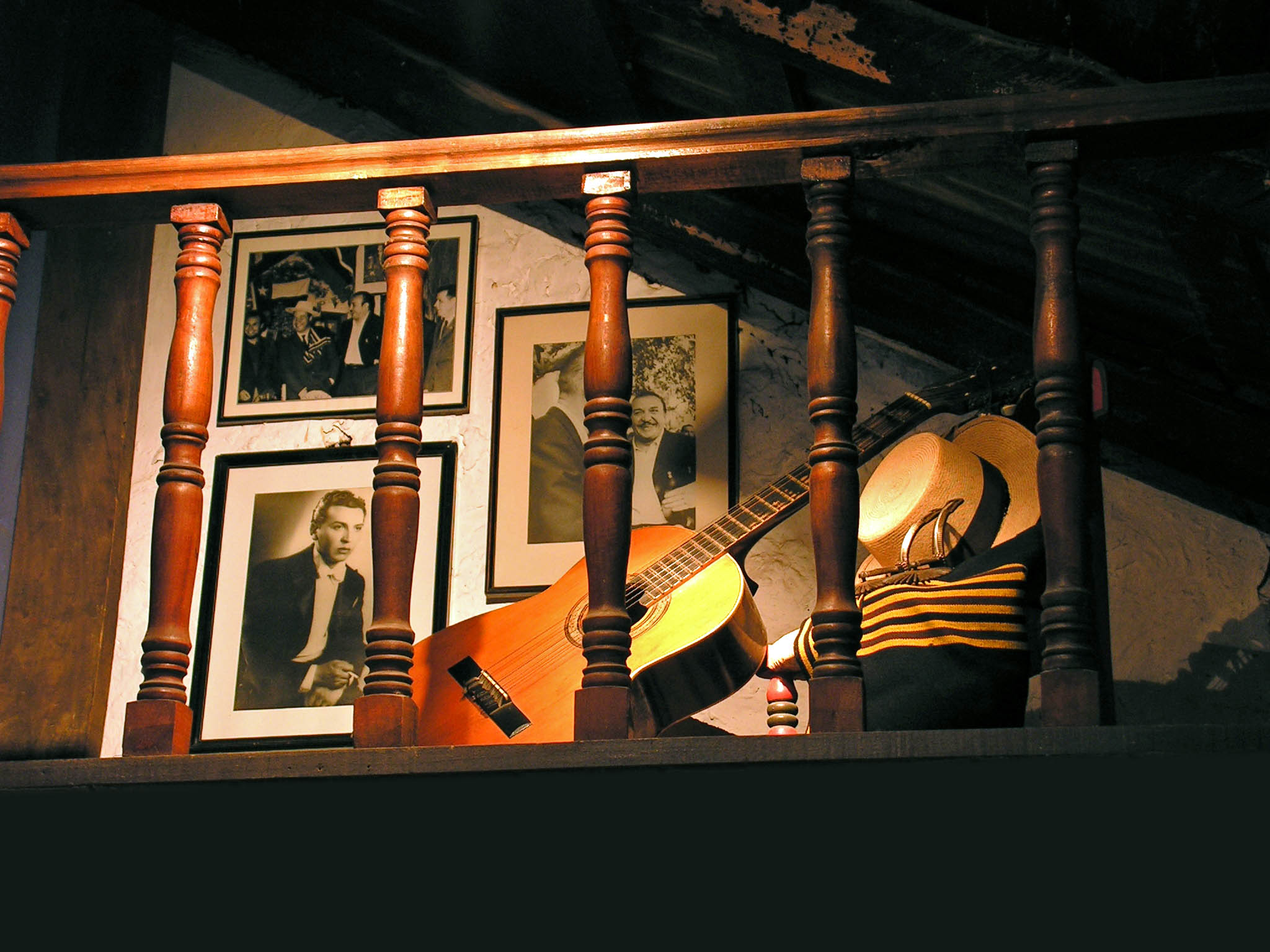
Sala dedicada a Faró en el Pueblito de Los Dominicos en Santiago de Chile.

Nació en el Cerro Alegre de Valparaíso y fue el menor de los diez hijos del matrimonio formado por el almacenero italiano Juan Motto y la porteña Marcelina Arenas Osses. Su abuelo paterno, Gaetano Motto Massarelli, había sido violinista. Se casó con Luisa Devia, con quien tuvo tres hijos: Carlos, Jorge y Gloria; y más tarde con Elena Abarca.
Más tarde, la familia se estableció en la capital chilena. Debió trabajar desde muy temprano para sustentar a su madre viuda y a sus hermanos. Hacia 1929 comenzó a cantar y a tocar guitarra en los bares y cafés de las calles Franklin, San Diego, San Pablo y la Plaza Almagro. Entonces, el músico Ángel Capriolo lo bautizó como Chito Faró. Actuó por primera vez en el cabaré Chantecler en 1935, acompañado por una orquesta.
Realizó giras por Chile y Sudamérica con compañías de revistas y sainetes. Una de ellas lo llevó a Buenos Aires, donde se quedó por quince años. En el bonaerense hotel Sarmiento en 1942 escribió el vals «Si vas para Chile», que estrenó en Brasil, vestido de huaso. Más tarde volvió a la capital chilena, donde trabajó en el restaurante El Pollo Dorado, uno de los centros de la bohemia santiaguina del siglo XX. Además, trabajó como actor de cine junto con Lucho Córdoba, en Tonto pillo (1948). Durante años mantuvo en la santiaguina calle Matucana una peña folclórica, un lugar de reunión para escuchar cantar a artistas y consumir empanadas y bebidas por un precio reducido.
Escribió más de 800 canciones, entre boleros, cachimbos, corridos, cuecas, foxtrots, guarachas, milongas, rancheras, rumbas, tangos, tonadas y valses. De ellas destacan «Matecito de plata» y «Si vas para Chile», que sería una de las obras más populares de la música popular chilena, siendo grabada por diversos artistas chilenos —como Silvia Infantas y Los Cóndores, Los Cuatro Hermanos Silva, Los Huasos de Algarrobal, Los Huasos Quincheros y Pedro Messone— y extranjeros —como Laura Branigan, Liliana Herrero y Sergio y Estíbaliz—.
Llegó a ser amigo del presidente Carlos Ibáñez del Campo y gozó de reconocimiento, recibiendo honores y galvanos por su destacada carrera artística. Posteriormente cayó en el olvido: vivió buscando trabajo en bares y restoranes, lo que influyó de algún modo en el contenido social de algunas de sus canciones. Finalmente, murió a la edad de 71 años en la indigencia.